# Crosstrainer

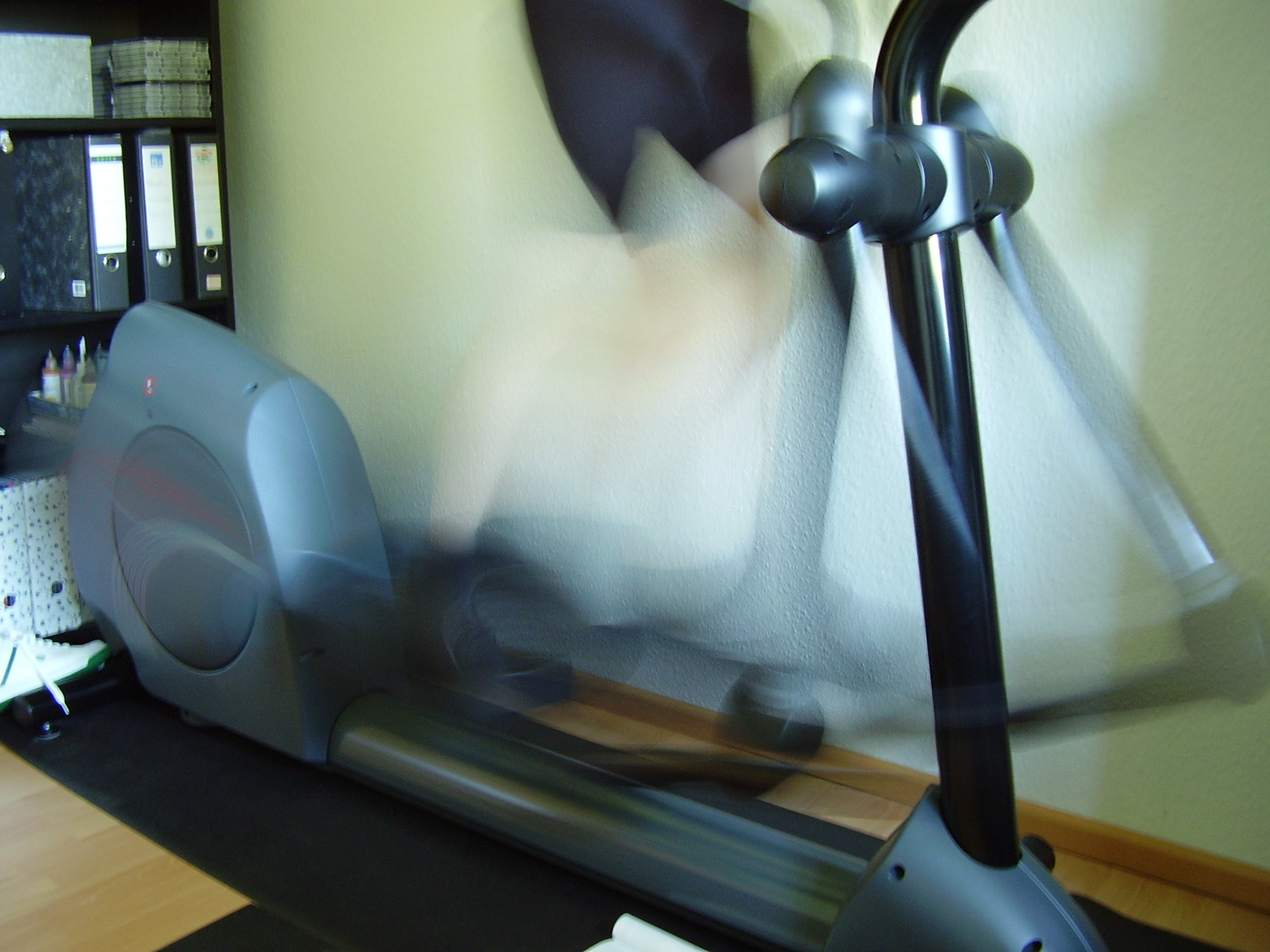
Crosstrainer in vol bedrijf

Een crosstrainer is een fitnessapparaat dat is bedoeld om aan de conditie te werken. Vrijwel alle spieren van het lichaam worden erbij aangesproken, doch de belasting is vooral het zwaarst voor de benen en de schouders, terwijl ook spieren van de romp (rug, zij, buik) enigermate actief zijn voor de stabiliteit. 
Het apparaat bestaat uit een vliegwiel, waaraan twee "loopplanken" zijn bevestigd. Aan deze planken zitten hendels voor de handen. Bij training met dit apparaat worden de armen en de benen gebruikt. Men gaat op de planken staan en maakt een voortschuivende beweging, zodat het vliegwiel gaat draaien. In de bewegingscyclus duwt en trekt men met de hendels het vliegwiel over het "dode punt" heen, dat ontstaat bij de beenbeweging. 
De beweging lijkt het meest op de voortbeweging middels de klassieke diagonale pas  bij het langlaufen en ontwikkelt vooral de hart-long-conditie, doordat vele spieren tegelijkertijd actief zijn en van zuurstof moeten worden voorzien. Daarom wordt dit apparaat veel gebruikt bij cardiofitness; bij een lagere intensiteit en langere trainingsduur wordt het apparaat ingezet voor vetverbranding.